# 焦爾達諾·布魯諾
焦爾達諾·布鲁诺（義大利語：Giordano Bruno，1548年—1600年2月17日），文藝復興時期意大利哲学家、炼金术士、詩人、宇宙理论家与宗教人物。1593年起，布鲁诺因异端罪名接受罗马宗教法庭审问，遭指控包括否认数项天主教核心信条（如否认地狱永罚、三位一体、基督天主性、玛利亚童贞性、聖餐變體論等）。布鲁诺的泛神论思想也属严重关切之点。宗教法庭因为布鲁诺与天主教核心信条有冲突的思想和言论判其有罪，他于1600年在罗马鲜花广场被处以火刑，被残忍杀害。
布鲁诺的案例被认为是历史上一个有关自由思想与新兴科学的重要事件。布鲁诺从19世纪至20世纪早期开始被当作自由思想和言论的象征。布鲁诺得到许多科学家和哲学家高度评价，如爱因斯坦、罗素等人。
後世探討在於布鲁诺的异端审讯究竟在多大程度上是一种对于他天文观点等的科学问题的回应，还是对他在其他自由思想和言论的回应；天主教是否可以因为布鲁诺的思想、言论以及科学主张与天主教核心信条有冲突而判死罪而杀害等等。
如今，布鲁诺被广泛视为言论自由事业的烈士。布鲁诺的巨大雕像矗立在鲜花广场。花岗岩基座上的青铜字写着：“致布鲁诺，来自他预见到这里，柴堆燃烧的那一代人。”每年2月17日，罗马市长都会在布鲁诺脚下敬献一个缠着红色和金色丝带的花圈。然而，究竟是什么演讲让他的审判者相信只有活活烧死他才能解决布鲁诺问题，人们仍然感到困惑。

## 生平
焦爾達諾·布鲁诺1548年出生於那不勒斯王國的諾拉，父親是軍人喬凡尼·布魯諾（Giovanni Bruno）。9歲的時候（一说11歲），他前往那不勒斯城學習人文科學、邏輯和辯論術。布鲁诺在17歲時進入大圣多明我堂隱修（一说15歲），得教名喬爾達諾。布鲁诺學習亞里士多德學派哲學和托马斯·阿奎那的神學。24岁时获任命為神父。
1576年，布鲁诺為逃避學術上的指控而展開流浪生涯，到過日內瓦、普魯士、巴黎和倫敦等地。他在倫敦逗留了兩年（1583年至1585年），著有《Ash Wednesday Supper》、《論無限、宇宙和諸世界》、對話錄《論原因、本原與太一》和《The Heroic Furori》。在《論無限、宇宙和諸世界》這本書當中，布魯諾提出宇宙無限的思想，認為宇宙是統一的、物質的、無限的和永恆的，在太陽系以後還有無以數計的天體世界。
1583年，布魯諾前往英國，批判經院哲學和神學，反對亞里士多德、托勒密的地心說，宣傳哥白尼的日心說。1585年去德國，宣傳其宇宙觀，同時反對宗教哲學。這引起羅馬宗教裁判所的恐懼和仇恨。1585年布魯諾重返巴黎，並到歐洲各地出版著作。他又應威尼斯貴族喬凡尼·莫塞尼戈之邀，返回意大利當其私人教師。
1592年，他因招致莫塞尼戈的不满，遭到告發进而被天主教宗教法庭控以「異端邪說」罪，在威尼斯被捕入獄。在被囚禁的八年中，被锁在离梵蒂冈不远的圣天使城堡里，经常受到酷刑和审讯。布魯諾始終堅持自己的思想，尽管陷入困境，布鲁诺仍然忠于他所相信的真理，他向天主教会法官、耶稣会红衣主教罗伯特·贝拉明表示，“我不应该也不会放弃信仰”。最後被宗教裁判所判為「異端」，最後於1600年2月17日在羅馬鮮花廣場被燒死。

## 对布鲁诺的评价
布鲁诺死后，从19世纪至20世纪早期开始被当作自由思想和言论的象征。 许多科学家高度评价布鲁诺。 爱因斯坦钦佩布鲁诺，将其视为一个有远见的人，一个为自由思想和科学而牺牲的烈士。他在他的著作《我所看到的世界》中写道：“我更加钦佩他惊人的智力独立，使他显得如同一个现代人，我们都可以与之产生共鸣。⋯⋯他是为人类智力的崇高尊严而殉道的人。”罗素钦佩布鲁诺，认为他的哲学是向现代思维方法转换的先驱，也是自由思想和人类尊严的烈士。
布鲁诺因坚定支持日心说而为普通大众所熟悉。 尽管日心说是否是他招惹天主教迫害的主要原因存在争议，但招惹天主教迫害的主要原因是的确由于布鲁诺新的自由思想和科学主张与天主教信条产生冲突。 
2000年在布鲁诺去世400周年之际，教皇约翰·保罗二世对“一些人为维护真理而使用暴力”做出了总体道歉，但忽略了為布魯諾平反的提議。天主教最终修改了一些核心信条，自2014年起開始承認日心说、进化论和大爆炸理论。然而，科学实证结果最終被接受，得以化解宗教和科學的冲突，并不是一朝一夕的事，而是经过很长一段时间、经过很多争论和争议之后才发生的。

### 提出与天主教冲突的自由思想
对于许多意大利人来说，他如同一位启蒙思想家，他的哲学、对教会权威的英勇反抗以及坚定执行力，代表了长期以来将哲学从天主教宗教的桎梏中解放出来的斗争，为现代哲学和自然科学铺平了道路。（见：《斯坦福哲学百科全书》的布鲁诺条目）
爱因斯坦和理查德·道金斯等认为天主教有些核心信条涉及了本该是科学领域研讨的经验主张。这引起历史上宗教与科学之间的冲突。 布鲁诺与天主教的冲突除了日心说外，还包括否认处女生育的可能性。 按理查德·道金斯在《上帝错觉》解释，布鲁诺案涉及的核心信条之一"耶稣由童女所生"，描述了一种神圣的干预暂时性中止一下人类繁殖的自然法则，这个宗教主张与科学发现的自然法则冲突。 这意味着宗教和科学观点之间会有冲突： 
- 宗教认为童贞女的诞生是可能通过神圣的奇迹实现的。
- 科学表明，处女生育与我们对哺乳动物生殖的了解相矛盾。

如今，布鲁诺被广泛视为言论自由事业的烈士，以及与1610 年左右开始的伽利略事件相似的“科学的烈士”。
布鲁诺的《事业、原则和统一》中的人物渴望“提高思辨科学和自然事物的知识”，并实现一种“最容易和最显着地实现人类智力的完善，并且最接近地对应于自然事物的哲学”, 自然的真理。
爱因斯坦解释了科学和宗教领域涉及的范围，指出宗教组织按其宗教经典评判和审判本该是科学领域研讨的经验主张时，宗教与科学之间就会发生冲突。宗教权威经常反对挑战其教义或权威的科学发现, 比如，早年宗教支持的地心说的说法与哥白尼提出的日心说相冲突、伽利略事件、达尔文等人的案例。 这是因为宗教通常基于信仰、传统和启示，而科学则基于经验证据、推理和观察。宗教信仰是否提出经验主张并不总是很清楚，因为宗教文本和传统通常包含经验和非经验元素。理查德·道金斯在《上帝错觉》认为，上帝的概念应该被视为关于宇宙的科学假设的经验问题，并且与任何其他科学假设一样受到相同水平的审查和分析。 从科学和理性的角度同时也是宗教哲学的角度，任何宗教信仰都需要接受检验，甚至你的神圣信仰也需要接受检验。
历史学家们至今仍在争论：布鲁诺的异端审讯是对他的天文观点等经验性问题(“科学主张”)的回应，还是对他不涉及科学领域的纯哲学及神学等其他思想的回应(如“神学异端”)。宗教核心信条和科学经验性问题到底有多大程度的关联。同时，宗教领域的核心信条（或“神学异端”）与科学领域的经验性问题是否可以在各自的领域内独立考察和判断，而不相互干扰，也是一个备受争议的问题。

### 因思想和言论被定罪为神学异端
黑格尔在他《哲学史講演錄》中写道：布鲁诺的一生代表了“对所有仅仅依靠权威的天主教信仰的大胆拒绝”。
Alfonso Ingegno指出，布鲁诺的哲学「挑战了宗教改革的发展，令人质疑整个基督教的真正价值，并声称基督对人类犯下一个欺骗......布鲁诺认为，我们现在可以承认普遍的法则，控制着无限宇宙中万物永恒不断的生发。」
A.M. 帕特森说，虽然我们不再有教皇官方谴责布鲁诺的副本，他的异端邪说包括「无限宇宙和多重世界的学说」以及他信仰「地球的运动」。
迈克尔·怀特指出，宗教法庭可能在布鲁诺早年就已对他进行追究，因他反对亚里士多德，对亚流派异端兴致勃勃，阅读伊拉斯谟的著作，拥有违禁手抄本。怀特认为，布鲁诺后来的异端罪是「多重性的」，并以他多重世界的概念去支持。 「这也许是他所有观点中最危险的一个，如果其他世界存在智慧生物，他们是否也会有他们的‘玛利亚探亲’？这种想法是相当不可思议的。」
弗朗西斯·耶茨反对那种观点，她称其为「传说布鲁诺作为哲学思想者被控告，因他『多重世界』或『地球运动』的大胆观点被烧。」而她写道：「教会是……完全履行其分内之事，如果对布鲁诺异端邪说的定罪中包含有哲学论点」，因为「其哲学论点与其异端邪说是如影随形的。」
布鲁诺因其思想和言论而获罪。 据《斯坦福哲学百科全书》哥白尼条目，「在1600年，天主教会对于哥白尼体系并没有官方的立场，日心说当然不属于异端。当[...]布鲁诺[...]被视为邪教徒而烧于火刑柱时，也与他支持哥白尼宇宙学的著作无关。」与之类似，《天主教百科全书（1908年版）》称：「布鲁诺被定罪，既不是因为他对哥白尼天文体系的辩护，也不是因为他『有人定居之多重世界』的大胆言论，而是因为他在神学上的错误，其中包括：基督不是神，只不过是位少见的高超魔术师，圣灵是这个世界的灵魂，魔鬼将得到拯救等等。」在十九世纪的意大利，许多知识分子认为他是一个解放人类精神的人，摆脱了宗教正统观念所带来的窒息束缚。 综合起来说，布鲁诺被天主教会定罪为神学异端而判死刑，原因是只不过他的思想和言论。（见《斯坦福哲学百科全书》的布鲁诺条目）。
梵蒂冈机密档案馆的网站，讨论在罗马对布鲁诺法律控告的总结时，指出：「就在布鲁诺被审问的同一类房间里，基于科学信仰间关系这种同样重要的原因，在新天文学曙光与亚里士多德哲学的衰落中，16年后，红衣主教罗伯·白敏，就是后来质疑布鲁诺所作异端论题的，召见了伽利略·伽利雷——伽利略也遇到了一桩著名的宗教法庭审判，幸运的是，这审判只终结于一份简短的弃绝声明。」

## 纪念

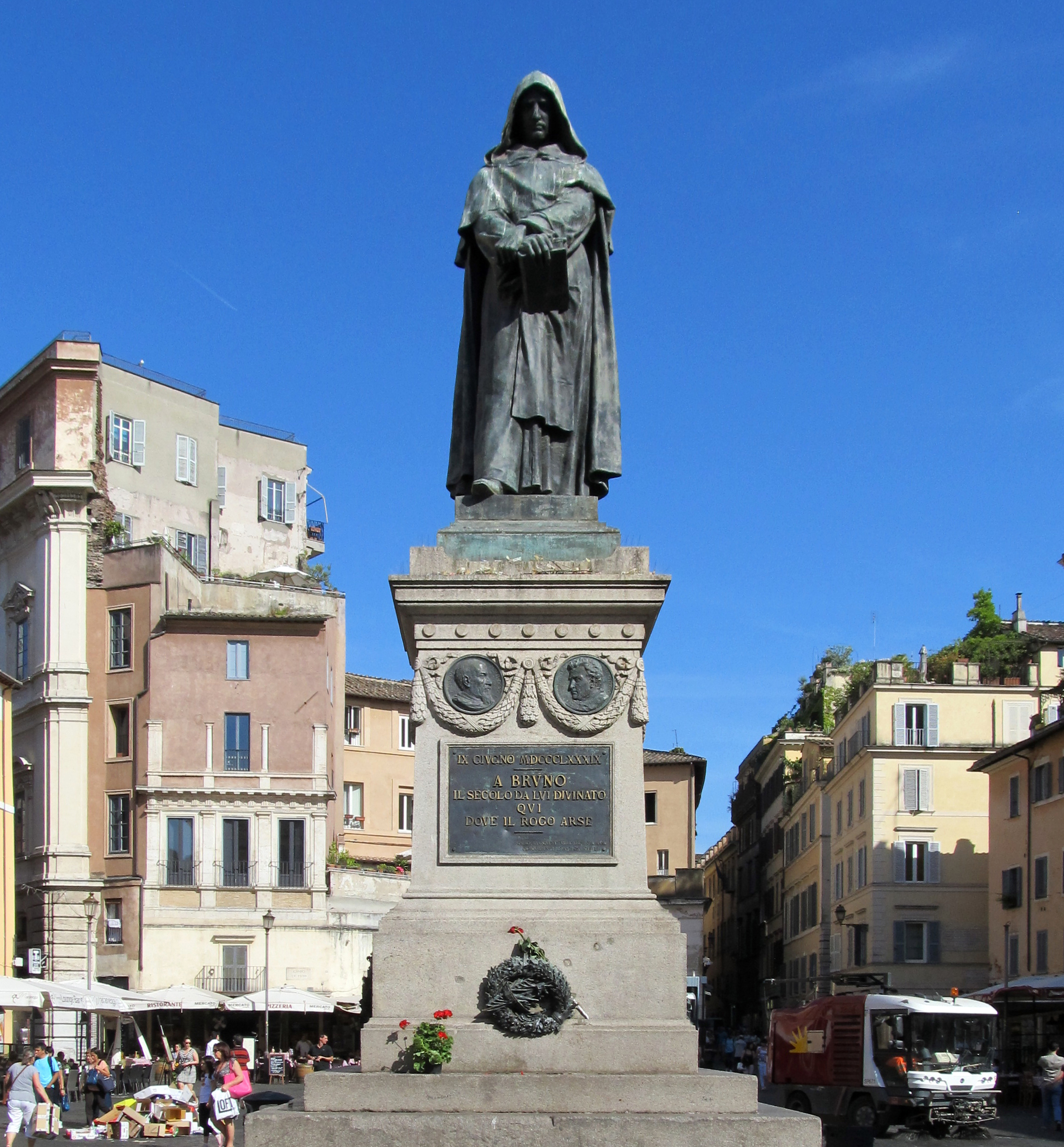
位於意大利罗马鮮花廣場的焦爾達諾·布魯諾雕像

对于许多意大利人来说，他的哲学、对教会权威的英勇反抗以及坚定执行力，代表了长期以来将哲学从天主教宗教的桎梏中解放出来的斗争。
在许多十九世纪意大利知识分子看来，他如同一位启蒙思想家，或者更广义地说，是一个世俗人文主义者，他的努力使人类精神摆脱了宗教正统观念所带来的窒息束缚，为现代哲学和自然科学铺平了道路。1889年，面对梵蒂冈的极力反对，共济会在羅馬鮮花廣場處修建了一座布魯諾的雕像記念他，直视罗马教廷，就在鲜花广场的那个地方，据信布鲁诺被烧死在火刑柱上。。
布鲁诺在宗教审判中坚持自己的自由思想包括科学主张而被宗教裁判所判处其死刑，使他成为当今罗马自由思想和言论的象征，每年在他被处决的地点附近都会举行追悼会。

## 軼事
恩里科·费米曾在鲜花广场度过青少年时光，并在这里的书摊买到了人生第一本物理学读物。恩里克·费米在获得诺贝尔奖后离开意大利，远赴美国生活，并成为20世纪中期世界原子物理学的领袖之一。
爱因斯坦钦佩布鲁诺, 并将他的一个发现命名为布鲁诺。在1917年，爱因斯坦提出了一个平衡于宇宙恒定的模型，其中包括一个神秘力量的宇宙常数，该力量与重力相抵消。后来，当他得知宇宙实际上正在膨胀，正如埃德温·哈勃的观测所示时，他放弃了这个模型。然而，在1998年，天文学家发现宇宙的膨胀速度正在加快，暗示着确实存在一个神秘力量将星系推开。这个力量现在被称为暗能量，它等同于爱因斯坦的宇宙常数。爱因斯坦将他的模型称为“布鲁诺之世界”。

## 著作
布魯諾的主要著作有《論無限宇宙和世界》，書中支持哥白尼的日心說，並明確指出：「宇宙是無限大的」，「宇宙不僅是無限的，而且是物質的」。還著有《諾亞方舟》，抨擊死抱《聖經》的學者。
《形而上学术语手册》 （1595）

## 參閱
- 尼古拉·哥白尼
- 伽利略·伽利萊